# Mastreling

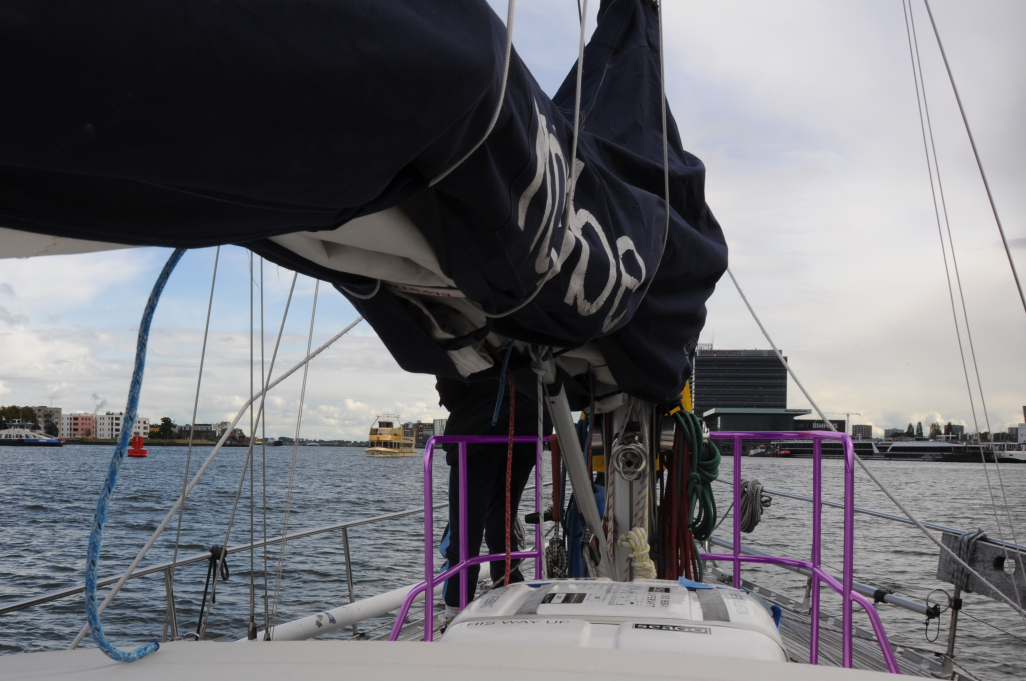
Mastreling (lila hervorgehoben) auf einer Breehorn 37

Eine Mastreling oder ein Mastkorb bezeichnet ein stabiles Geländer aus Edelstahl an beiden Seiten des Mastes eines hochseetauglichen Segelbootes. Mastrelinge bzw. Mastkörbe werden verwendet, wenn die Fallen und Reffleinen der Segel am Mast bedient werden und nicht ins Cockpit umgelenkt sind.
Der Vorteil dieser Fallenbedienung liegt in der einfacheren Fallenführung ohne zusätzliche Reibungspunkte in Umlenkblöcken und damit geringerer Fehleranfälligkeit und kleinerem Kraftaufwand bei der Bedienung.
Erfahrene Einhand-Weltumsegler wie z. B. Wilfried Erdmann bevorzugten diese Art der direkten Fallenbedienung am Mast: „Auch verzichtete ich auf Umlenkungen von Fallen und Reffenleinen ins Cockpit. Für mich ist die Arbeit am Mast mit weniger Kraft verbunden, zusätzlich schneller und damit sicherer“.